# Садовщикова
Садо́вщикова (рос. Садовщикова) — присілок у складі Голишмановського міського округу Тюменської області, Росія.
Населення — 129 осіб (2010, 138 у 2002).
Національний склад станом на 2002 рік:
- росіяни — 94 %